# Kompozíció a zenében
A zenei kompozíció a zenemű megszerkesztésének módszere, amelynek révén a zeneszerző és/vagy az improvizáló muzsikus a zenei összetevőkból (dallamból, ritmusból, tempóból, harmóniából, ellenpontból, hangszínből, dinamikából, formatani szerkezetekből és más kompozitorikus elemekből) egységes műalkotást hoz létre.

## Kompozíciós elemek a zenében
- Dallam: hangmagasságok egymásutánja, amelyek ritmussal kiegészülve jellegzetes, megjegyezhető vagy legalábbis felismerhető egyszólamú zenei motívumot hoznak létre.
- Ritmus: az egymást követő zenei hangok relatív időtartamainak rendszere, amely egy zenemű alkotóelemeként annak mikroszintű időbeli tagolását meghatározza.
- Tempó: a ritmus alaplüktetését (mérőütéseinek frekvenciáját) meghatározó többé-kevésbé egzakt módon rögzített, abszolút mérőszám.
- Harmónia: az egyszerre megszólaló különböző hangmagasságok által létrehozott összhangzás. Jellegét tekintve lehet konszonáns (megnyugvás, befejezettség érzetét keltő) vagy disszonáns (feszültség, befejezetlenség érzetét keltő). A harmonizálás művészetével és tudományával az összhangzattan foglalkozik.
- Ellenpont: a különböző szólamokban egyidejűleg megszólaló, egymást kiegészítő dallamok egybeszerkesztésének módja, zeneszerzői technikája. Különös jelentősége a polifon szerkesztésmódban van.
- Hangszín: a megszólaló zenei hangnak az alaphang és a felhangok (felharmonikusok) relatív dinamikaarányai által meghatározott színezete. Minden hangszernek (beleértve a digitálisan létrehozottakat) és a különböző énekhangfajoknak is sajátságos színezetük van, amelyek kompozíciós elemként való felhasználása a hangszerelés művészete. Azonban az előadó muzsikus saját hangszerével vagy énekhangjával is képes különböző hangszíneket megszólaltatni, amely lehet kompozíciós elem, de az előadóművészi szabadság megnyilvánulása is.
- Dinamika: zenei hangerősség.
- Formatani szerkezet: a zenemű formatani felépítése, makroszerkezete. Alapvető elemei többek között a motívum, a téma, a zenei műforma és a zenei műfaj. A zenei kompozíciós folyamat legmagasabb szintű meghatározója a zenemű szerkezeti felépítése. Módszertanával, művészetével a zenei formatan foglalkozik.